# Frederick Toms
Frederick Percy Toms (ur. 15 kwietnia 1885 w Toronto, zm. 26 czerwca 1965 w Newmarket) – kanadyjski wioślarz, brązowy medalista olimpijski.
Wystąpił na igrzyskach olimpijskich w Londynie w 1908 roku, gdzie razem z Norwayem Jackesem zdobył brązowy medal w dwójkach bez sternika. W zawodach tych wyprzedziły ich jedynie dwie Brytyjskie osady: John Fenning i Gordon Thomson oraz George Eric Fairbairn i Philip Verdon. Był to jego jedyny start olimpijski.